# Kroktjärnen (Norsjö socken, Västerbotten, 721586-167223)
Kroktjärnen är en sjö i Norsjö kommun i Västerbotten och ingår i Skellefteälvens huvudavrinningsområde.